# Đạo Lý, Cáp Nhĩ Tân
Đạo Lý (tiếng Trung giản thể: 道里区, Hán Việt: Đạo Lý khu) là một quận thuộc địa cấp thị Cáp Nhĩ Tân, tỉnh Hắc Long Giang, Cộng hòa Nhân dân Trung Hoa. Quận này có diện tích 479,2 km², trong đó diện tích đô thị là 38,6 km², dân số 678.000 người. Mã số bưu chính là 150010, trụ sở chính quyền quận đóng tại 103, phố An Hóa. Quận này có 19 nhai đạo, 3 trấn, 1 hương. Sân bay quốc tế Thái Bình Cáp Nhĩ Tân nằm ở trấn Thái Bình.